# Katalin Karády
Dans le nom hongrois Karády Katalin, le nom de famille précède le prénom, mais cet article utilise l’ordre habituel en français Katalin Karády, où le prénom précède le nom.
Katalin Karády, née Katalin Mária Kanczler le 8 décembre 1910 à Budapest et morte le 8 février 1990 à New York, est une actrice et chanteuse hongroise.
Actrice de premier plan dans les films hongrois réalisés entre 1939 et 1945, elle est mieux connue en dehors de la Hongrie en tant que « Juste parmi les nations » pour avoir sauvé un certain nombre de Juifs hongrois.

## Biographie
Née Katalin Kanczler en 1910 dans une famille pauvre de sept enfants, elle fuit la misère en épousant un de ses soupirants à l'âge de dix-huit ans. Revenue en 1938 en Hongrie, elle se fait remarquer pour sa beauté dans les années 1930, jouant dans des opérettes et pièces de théâtre à Budapest.
Elle débute au cinéma devant la caméra de Lajos Zilahy dans Le Printemps mortel. Au début des années 1940, elle est l'une des actrices hongroises les plus en vue du pays. Grâce à ses contacts, elle fait revenir le compositeur György G. Dénes du front russe mais ses positions anti-allemandes font d'elle la cible de la presse d'extrême droite du pays.
Pendant la guerre, elle est la compagne du général Istzvan Újszászy, qui participe à la rencontre secrète entre Américains et Hongrois en 1944 nommée l'opération Sparrow, dans laquelle elle joue un rôle important aussi.
Le 18 avril 1944, peu après l'occupation allemande du pays, au cœur de la nuit, elle est arrêtée par la Gestapo. Emmenée au siège de celle-ci, elle est interrogée par le chef de la Gestapo locale. Refusant de parler, elle est emprisonnée à la prison de la Zrinyi, où elle entame une grève de la faim. Torturée, elle passe trois mois en prison avant d'être libérée. Elle est accusée d'être une espionne britannique car elle refuse de prendre part à la propagande fasciste du gouvernement hongrois.
Le 5 avril 1944 sort Machita, un film dans lequel elle joue une espionne s'inspirant de Mata Hari. C'est son dernier film avant la fin de la Seconde Guerre mondiale.
En 1949, elle tourne dans son dernier film sous la direction d’Imre Apáthi, Forró mezök.
En 1951, elle quitte la Hongrie pour le Brésil et ne revient dans son pays d'origine que dans les années 1970. Après son départ, elle quitte l'industrie du film définitivement.
Le 22 mars 2004, elle reçoit à titre posthume le titre de Juste parmi les nations pour avoir caché des enfants et les avoir sauvés d'un massacré perpétré par les Croix fléchées sur les rives du Danube à l'hiver 1944,.
Elle meurt le 8 février 1990 à New York et est enterrée au Cimetière de Farkasrét à Budapest.

## Hommages
- En 2018, la Société du théâtre dramatique hongrois du comté de Transcarpatie met en scène la pièce Cigarette smoking sur la vie de Karády pour son 25e anniversaire[7].

## Galerie

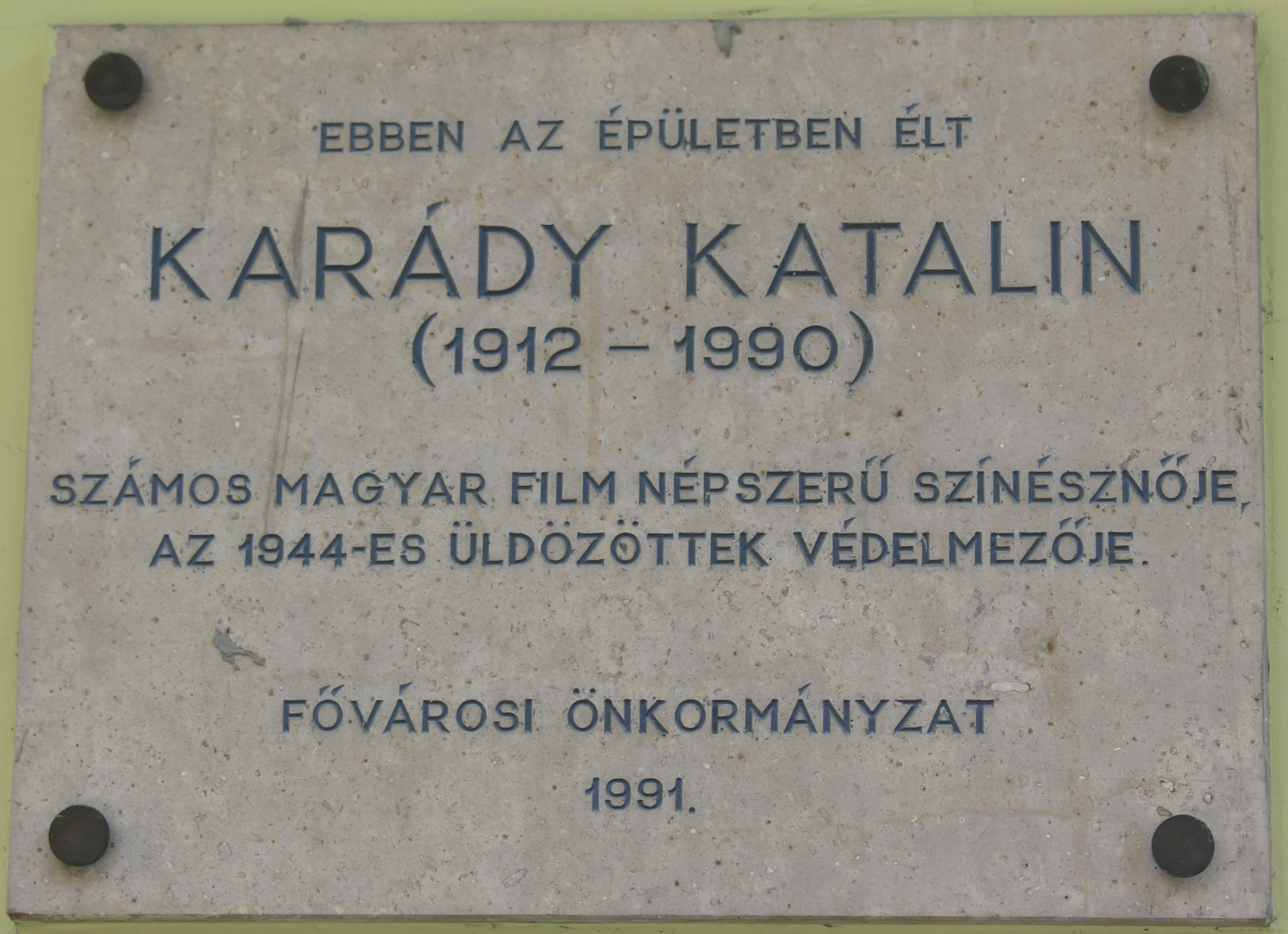
Plaque commémorative sur son ancienne villa de Budapest
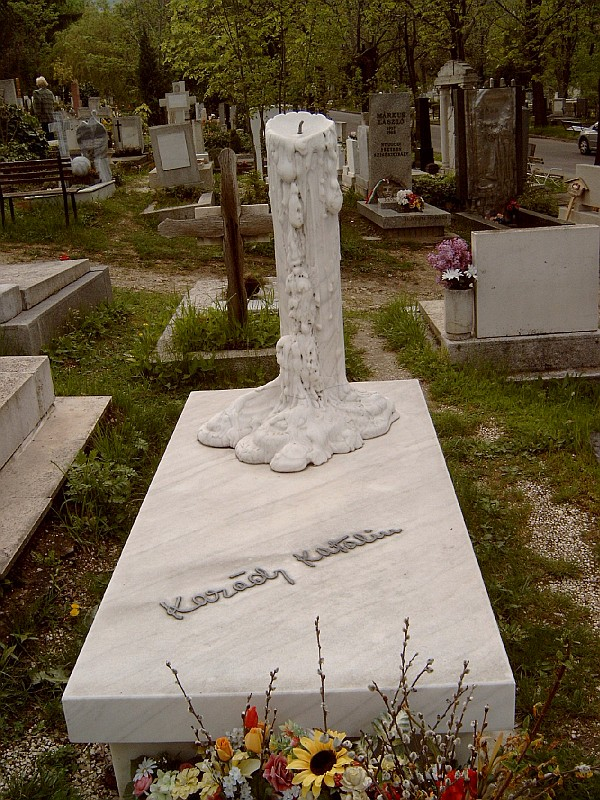
Tombe de Katalin Karády au cimetière de Farkasrét.